# Oz (Isère)
Pour les articles homonymes, voir Oz.
Ne doit pas être confondu avec Oz-en-Oisans.
Oz [oz] est une commune française située dans le département de l'Isère, en région Auvergne-Rhône-Alpes.
Cette commune appartient à l'Oisans dans les Alpes françaises. Elle abrite la station de sports d'hiver d'Oz-en-Oisans qui fait partie du domaine de l'Alpe d'Huez.
Ses habitants sont appelés les Oziers dans les textes les plus anciens retrouvés auprès de la bibliothèque municipale de Grenoble, mais l'appellation communément utilisée de nos jours est : « Ozien(ne)s ».

## Géographie

### Localisation
Oz se trouve dans l'Oisans, cette commune se situe aux bords du lac artificiel du Verney, au-dessus du Flumet, face au Rissiou, à la Grande Lance d'Allemont et au Grand pic de Belledonne.

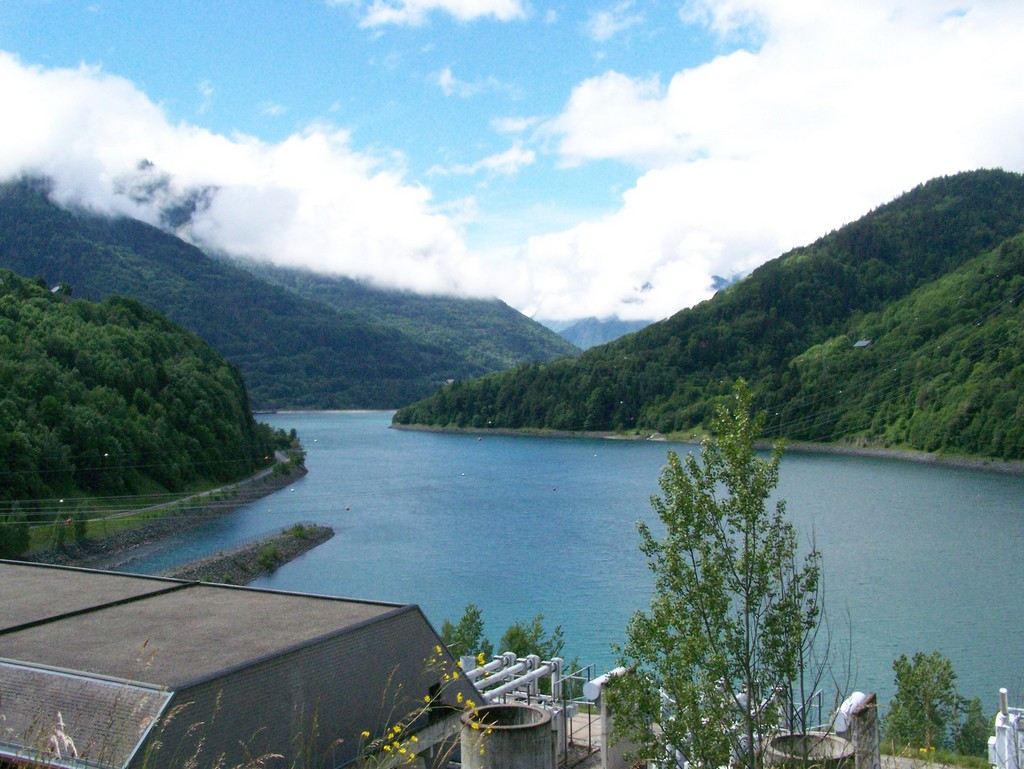
Le barrage et le lac du Verney.

Située entre Belledonne et les Grandes Rousses, au cœur des Alpes, Oz en Oisans se compose de 10 hameaux et une station, de 800 à 1 350 m d'altitude. Ces 10 hameaux sont dispersés de part et d'autre qui font de cette commune l'une des plus étendues de l'Oisans.

### Hameaux
- Oz Village
- le Roberand
- le Bessey
- Sardonne
- l'Ile d'Oz
- le Boulangeard
- le Pontonnier
- la Beurrière
- la Voûte
- le Pré de l'Arche
- l'Enversin[1]

### Communes limitrophes
| Allemond          | Vaujany              | Vaujany            |
| Allemond          | Oz                   | Le Freney-d'Oisans |
| Le Bourg-d'Oisans | Villard-Reculas Huez | Huez               |

### Climat
Pour des articles plus généraux, voir Climat d'Auvergne-Rhône-Alpes et Climat de l'Isère.
En 2010, le climat de la commune est de type climat de montagne, selon une étude du Centre national de la recherche scientifique s'appuyant sur une série de données couvrant la période 1971-2000. En 2020, Météo-France publie une typologie des climats de la France métropolitaine dans laquelle la commune est exposée à un climat de montagne ou de marges de montagne et est dans la région climatique  Alpes du nord, caractérisée par une pluviométrie annuelle de 1 200 à 1 500 mm, irrégulièrement répartie en été. 
Pour la période 1971-2000, la température annuelle moyenne est de 8,4 °C, avec une amplitude thermique annuelle de 17,1 °C. Le cumul annuel moyen de précipitations est de 1 169 mm, avec 9,2 jours de précipitations en janvier et 8,1 jours en juillet. Pour la période 1991-2020, la température moyenne annuelle observée sur la station météorologique de Météo-France la plus proche, « Alpe-d'Huez », sur la commune de Huez à 6 km à vol d'oiseau, est de 5,1 °C et le cumul annuel moyen de précipitations est de 994,8 mm,. Pour l'avenir, les paramètres climatiques de la commune estimés pour 2050 selon différents scénarios d'émission de gaz à effet de serre sont consultables sur un site dédié publié par Météo-France en novembre 2022.

### Sites géologiques remarquables
Les « Ripple-marks, failles et blocs basculés des Lacs Bessons » sont un site géologique remarquable de 55,12 hectares qui se trouve sur les communes d'Huez (au lieu-dit Lac Besson) et Oz-en-Oisans. En 2014, ce géosite d'intérêt tectonique, est classé « trois étoiles » à l'« Inventaire du patrimoine géologique ».

## Urbanisme

### Typologie
Au 1er janvier 2024, Oz est catégorisée commune rurale à habitat dispersé, selon la nouvelle grille communale de densité à sept niveaux définie par l'Insee en 2022.
Elle est située hors unité urbaine et hors attraction des villes,.

### Occupation des sols
L'occupation des sols de la commune, telle qu'elle ressort de la base de données européenne d’occupation biophysique des sols Corine Land Cover (CLC), est marquée par l'importance des forêts et milieux semi-naturels (93,1 % en 2018), une proportion sensiblement équivalente à celle de 1990 (93,8 %). La répartition détaillée en 2018 est la suivante : 
forêts (47,8 %), milieux à végétation arbustive et/ou herbacée (23,1 %), espaces ouverts, sans ou avec peu de végétation (22,1 %), prairies (2,6 %), zones agricoles hétérogènes (1,9 %), espaces verts artificialisés, non agricoles (1,4 %), eaux continentales (0,9 %), zones urbanisées (0,2 %). L'évolution de l’occupation des sols de la commune et de ses infrastructures peut être observée sur les différentes représentations cartographiques du territoire : la carte de Cassini (XVIIIe siècle), la carte d'état-major (1820-1866) et les cartes ou photos aériennes de l'IGN pour la période actuelle (1950 à aujourd'hui).

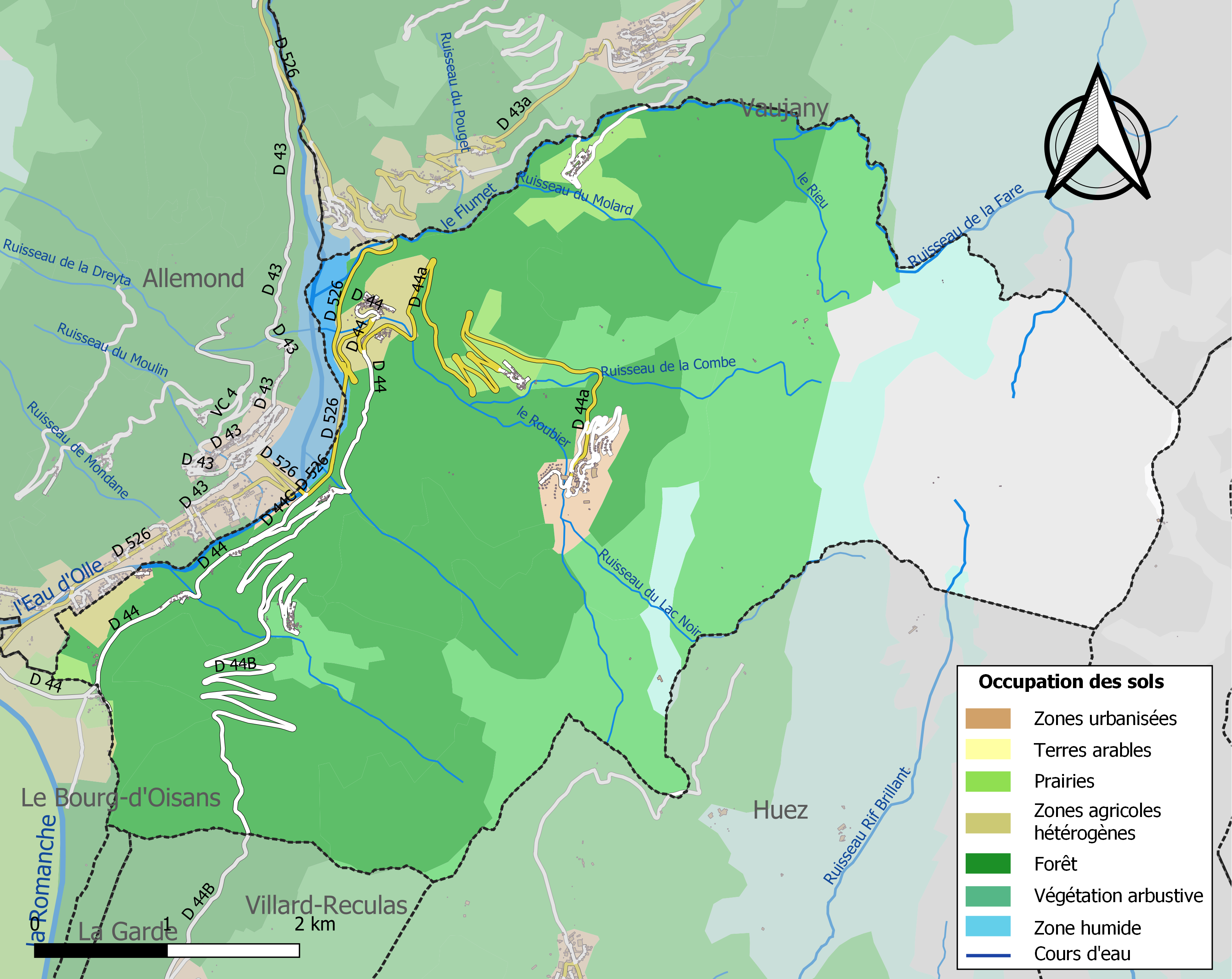
Carte des infrastructures et de l'occupation des sols de la commune en 2018 (CLC).

## Accès
• Autoroute jusqu'à Grenoble, sortie no 8 Vizille, puis RN 85 et RN 91 jusqu’à Rochetaillée. Suivre à gauche CD 526 direction Oz-en-Oisans.
• Principales distances depuis Grenoble : 55 km ;
Lyon : 155 km ;
Paris : 620 km ; 	
Marseille : 345 km ;
Genève : 207 km.
• Accès possible depuis la Savoie par les cols du Glandon, de la Croix-de-Fer ou du Galibier de juin à octobre uniquement.
• Information état des routes en hiver 08 92 69 1977.

## Politique et administration
| Période                                  | Période   | Identité              | Étiquette | Qualité                             |
| ---------------------------------------- | --------- | --------------------- | --------- | ----------------------------------- |
| vers 1857                                | 1868      | Honoré Cret           |           | Cultivateur proprietaire à Sardonne |
| vers 1880                                | vers 1880 | Antoine Ravel         |           |                                     |
| avant 1981                               | ?         | Georges Tournoud      |           |                                     |
| 1983                                     | 2001      | Max Genevois          |           |                                     |
| 2001                                     | 2008      | Jean-Robert Wendling  | UMP       |                                     |
| 2008                                     | 2014      | Charles-André Zürcher | SE        |                                     |
| 2014                                     | 2017      | André Genevois        | SE        | Retraité Fonction publique          |
| 2017                                     | 2020      | Chrystel Lê Quang     | SE        |                                     |
| 2020                                     | 2020      | Claude Villaret       | SE        |                                     |
| 2020                                     | En cours  | Philippe Sage         | SE        |                                     |
| Les données manquantes sont à compléter. |           |                       |           |                                     |

## Démographie
Oz comptait 153 habitants en 1999, puis 219 habitants en 2009 pour s'établir à 264 habitants lors du recensement de 2020. Le nombre de ménages à Oz s'élevait à 106 pour l'année 2009. Oz a enregistré 29 naissances entre les années 1999 et 2009 et 11 décès entre les mêmes années. Pour l'année 2011, ce sont deux naissances contre deux décès qui sont enregistrés à Oz.
Ci-dessous vous pouvez voir l'évolution démographique de la commune de Oz entre 1962 et 2020. On peut y voir que la population de Oz est passée de 213 à 264 habitants. Cela représente une croissance démographique de 23,9 % avec une progression de 51 habitants.
La densité est donc passée dans le même temps de huit habitants par km2 en 1962 à dix habitants par km2 en 2020.
| années     | 1962 | 1968 | 1975 | 1982 | 1990 | 1999 | 2006 | 2010 | 2015 | 2020 |
| ---------- | ---- | ---- | ---- | ---- | ---- | ---- | ---- | ---- | ---- | ---- |
| population | 213  | 139  | 105  | 127  | 136  | 153  | 197  | 221  | 246  | 264  |

Évolution démographique de Oz entre 1962 et 2020 (nombre d'habitants)

## Culture et patrimoine

### Monuments
- Église Saint-Ferréol d'Oz

Eglise datant du 19è siècle située à Oz Village

### Patrimoine civil
- Barrage du Verney

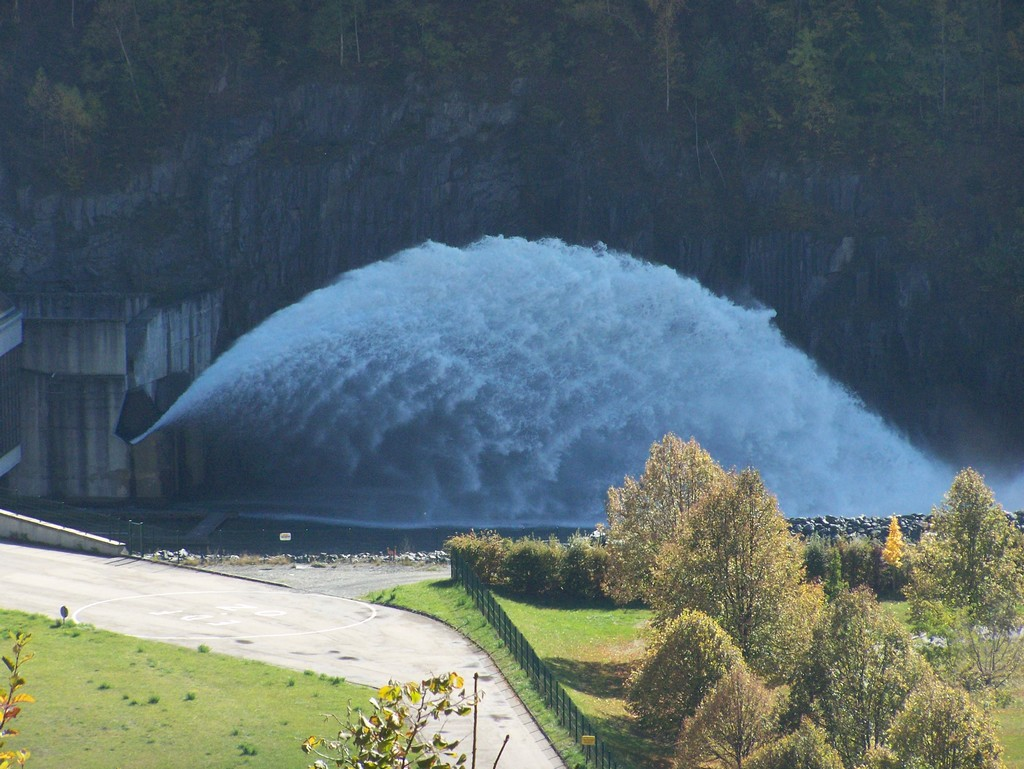
Centrale EDF

Barrage artificiel construit en 1984 en travers de la rivière Eau D'Olle. Barrage de type Terre qui a pour usage principale l'hydroélectricité.
Situé sur les communes d'Allemond et Oz.

### Héraldique
|  | Oz (Isère) possède des armoiries dont l'origine et le blasonnement exact ne sont pas disponibles. |

### Manifestations culturelles
La commune accueille le festival de la Magie d'Oz, dont le titulaire du premier prix Etoiles de la magie a été, en 2020, Theolexxy.